# Kuara
Kuara, znana tudi kot Kisiga,  sodobni  Tell al-Lahm v iraškem governoratu Dhi Qar, je sumersko arheološko najdišče. 
Po zapisih v Seznamu sumerskih kraljev je bila rojstno mesto legendarnega tretjega uruškega kralja Dumuzida Ribiča. Mestno zavetno božanstvo je bil Meslamtaea (Nergal). V sumerski mitologiji  je bila Kuara rojstno mesto Enkijevega sina boga Marduka in sedež Mardukovega in Ninehamovega kulta.

## Arheologija
Najdišče je leta 1855 nekaj dni raziskoval uradnik britanskega zunanjega ministrstva John George Taylor. Odkril je nekaj popisanih opek in eno samo glinasto tablico. Leta 1918 je med delom za Britanski muzej v Eriduju najdišče nekaj časa raziskoval tudi britanski arheolog Reginald Campbell Thompson. Kasneje je izkopavanja v Kluari vodil iraški arheolog Fuad Safar.